# Catéter con globo

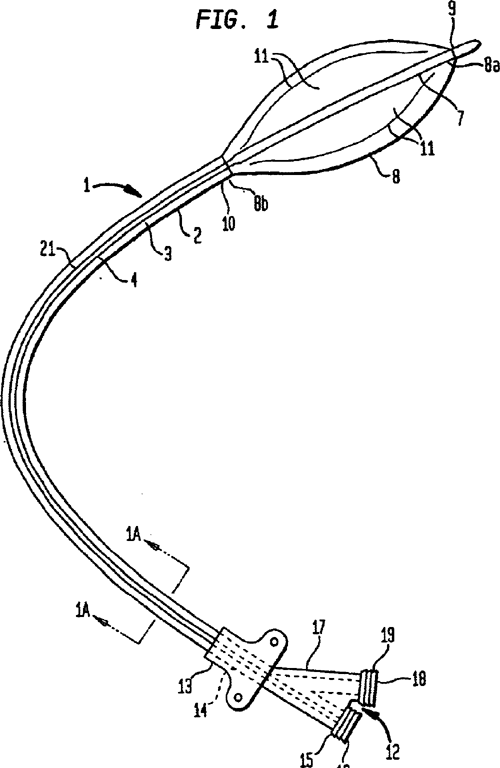
Diagrama de un catéter con globo.

Un catéter con globo es un tipo de catéter "blando" con un "globo" inflable en su punta que se usa durante un procedimiento de cateterismo para agrandar una abertura o pasaje estrecho dentro del cuerpo. Se coloca el catéter de globo desinflado, luego se infla para realizar el procedimiento necesario y se desinfla nuevamente para poder extraerlo. 
Algunos usos comunes incluyen: 
- Angioplastia o septostomía con globo, mediante cateterismo cardíaco.
- Tuboplastia por cateterismo uterino
- Pieloplastia con un stent de globo inflable desmontable colocado mediante un enfoque transvesicular cistocópico.

## Catéteres de globo para angioplastia
Los catéteres con globo utilizados en la angioplastia son de diseño Over-the-Wire (OTW) o de intercambio rápido (Rx). Los catéteres Rx hoy en día son alrededor del 90% del mercado de la intervención coronaria. Mientras que los catéteres OTW pueden seguir siendo útiles en vías vasculares muy tortuosas, sacrifican el tiempo de desinflado y la capacidad de empuje. Cuando se utiliza un catéter con globo para comprimir la placa dentro de una arteria coronaria obstruida se denomina angioplastia con globo o POBA (por sus siglas en inglés). Los catéteres de globo también se utilizan en el despliegue de stents durante la angioplastia. Los catéteres de globo se suministran al laboratorio de cateterismo con un stent premontado en el globo. Cuando el cardiólogo infla el globo, éste expande el stent. Cuando el cardiólogo desinfla posteriormente el globo, el stent se queda en la arteria y el catéter de globo puede ser retirado. Los stents que se utilizan junto con un catéter de globo se conocen como stents expandibles de globo, a diferencia de los stents autoexpandibles, que suelen fabricarse con una aleación de Nitinol. 

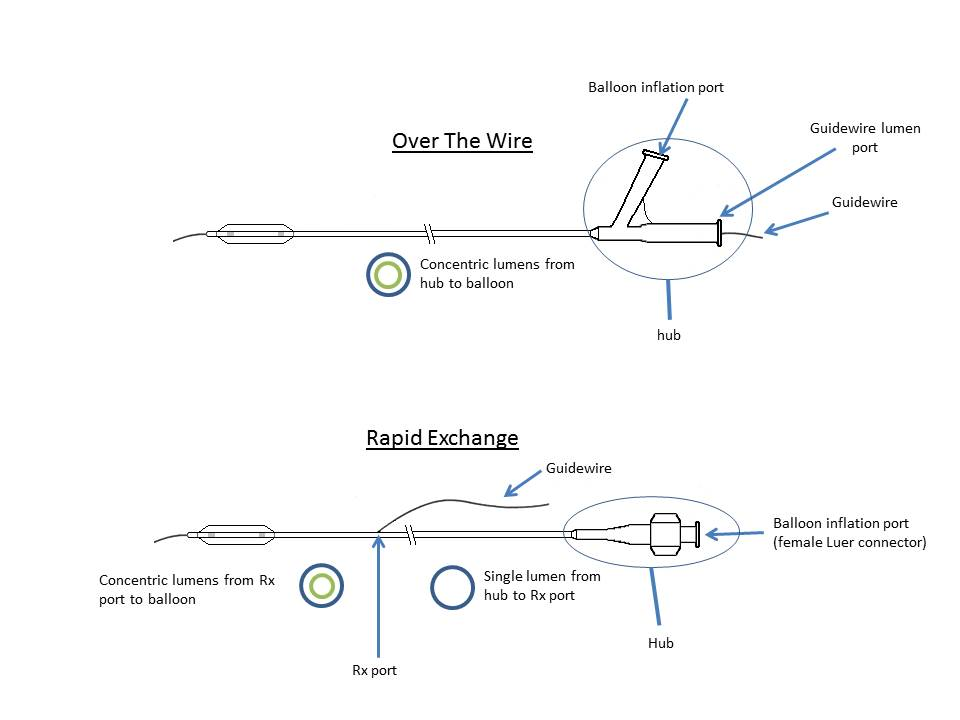
Anatomía de OTW vs. Catéter de globo Rx

## Catéter con globo ureteral (pieloplastia)
Los catéteres de globo ureterales se usan para tratar las obstrucciones de la unión ureteropélvica (UPJ por sus siglas en inglés) causadas por factores intrínsecos de la pared como fibrosis y/o problemas de la pared hipertrófica. También pueden ayudar a resolver los problemas de la vejiga de Brickers (también llamado conducto Ileal ). Su aplicación es significativamente menos invasiva que otros tratamientos para la uropatía obstructiva. 